# СРТО – Омськ
СРТО – Омськ («Северные районы Тюменской области – Омск) – газопровід на півдні західного Сибіру.

## Первісний проект
Сировинною базою для запланованого на останньому етапі існування СРСР газопроводу СРТО – Омськ мало стати гігантське Комсомольске родовище. Перша частина траси довжиною 1329 км прямувала паралельно системі Уренгой – Челябінськ та повинна була мати такі саме компресорні станції – від «Губкінської» до «Богандинської». 
Далі траса СРТО – Омськ завертала на схід та проходила через Омську, Новосибірську і Кемеровську області, при цьому між Новосибірськом, Проскоково та Новокузнецьком вона прямувала паралельно з газопроводами системи Нижньовартовськ – Кузбас. Тут були запроектовані компресорні станції «Київська», «Тюкалінська», «Омутинська», «Абатська», «Іванівська», «Кожурлинська», «Чанська», «Чулимська», «Новосибірська», «Проскоковська».
Пропускна здатність СРТО – Омськ мала становити 90 млн м3 на добу.

## Реалізований проект
На тлі краху планової економіки завершити проект в повному обсязі не вдалось. Із першої частини системи ввели в дію ділянку довжиною біля 244 км та діаметром 1420 мм, яка починається від компресорної станції «Вингапурівська» та в кінцевому пункті може передавати ресурс до перемички, що сполучена з газопроводом Нижньовартовськ – Кузбас. Фактично ця ділянка виконує функцію лупінгу системи Уренгой – Челябінськ.
Також спорудили всю південну частину системи від Богандинської до Новокузнецька, яка включає ділянки:
- Богандинська – Омськ – Новосибірськ довжиною 1278 км та діаметром 1220 км, на якій спорудили компресорні станції «Карасульська» (колишня «Київська», запущена в 1996-му) та «Кожурлинська»;
- Новосибірськ – Проскоково – Новокузнецьк довжиною 472 км та діаметром 1020 мм.
Трубопровід розрахований на робочий тиск 7,4 МПа та має пропускну здатність у 44 млн м3.  
Перший газ надійшов до Омська наприкінці 1988 року. Завдяки цьому в подальшому вдалось перевести на блакитне паливо Омську ТЕЦ-3, проте перевід Омської ТЕЦ-4 та Омської ТЕЦ-5 станом на початок 2020-х так і не відбувся. В Новосибірську газ використовує лише один котел Новосибірської ТЕЦ-4. В Кузбасі споживачами блакитного палива можуть бути завод азотної хімії у Кемерово та частина котлів Новокемеровської ТЕЦ, водогрійні котли та газотурбінні установки Кузнецької ТЕЦ, Західно-Сибірська ТЕЦ, ТЕЦ Кузнецького металургійного комбінату.